# Malden (Missouri)
Malden – miasto w Stanach Zjednoczonych, w stanie Missouri, w hrabstwie Dunklin.